# Campeonato Brasileiro Série A 1995
Die Campeonato Brasileiro Série A 1995 war die 39. Spielzeit der höchsten brasilianischen Fußballliga, der Série A.

## Saisonverlauf
Die Série A startete am 19. August 1995 in ihre neue Saison und endete am 17. Dezember 1995. Die Meisterschaft wurde vom nationalen Verband CBF ausgerichtet. In diesem Jahr kam auch in Brasilien zum ersten Mal die von der FIFA eingeführte Drei-Punkte-Regel zur Anwendung.
Während des Wettbewerbs traten die 24 Vereine zunächst in zwei Gruppen (A und B) einmal gegeneinander an. Die jeweiligen Sieger dieser Gruppen qualifizierten sich für das Halbfinale. Danach spielten alle Mannschaften der Gruppen A und B einmal gegeneinander. Die erzielten Punkte wurde aber in den jeweiligen Gruppen gewertet. Beispiel: FC Santos aus Gruppe B spielte am 18. Oktober gegen Grêmio FBPA aus der Gruppe A 4:1. Santos erhielt hierfür drei Punkte in der Gruppe B. Die beiden Gruppenbesten nach der zweiten Runde stellten die weiteren Halbfinalisten.
Aus allen Spielen der Vorrunden, plus Halbfinale und Finale ergab sich eine Abschlusstabelle, die zur Festlegung der Qualifikation für die internationalen Wettbewerbe herangezogen wurde.
Nach der Saison wurden wie jedes Jahr Auszeichnungen an die besten Spieler des Jahres vergeben. Der „Goldene Ball“, vergeben von der Sportzeitschrift Placar, ging an Djalminha vom SE Palmeiras. Torschützenkönig wurde Túlio vom Meister Botafogo FR mit 23 Treffern.

## 1. Runde
Gruppe A
Die Tabelle spiegelt die Ergebnisse der Spiele innerhalb der Gruppe A wider.
| Pl. | Verein           | Sp. | S | U | N | Tore    | Diff. | Punkte |
| --- | ---------------- | --- | - | - | - | ------- | ----- | ------ |
| 1.  | Cruzeiro EC      | 11  | 8 | 1 | 2 | 023:110 | +12   | 25     |
| 2.  | SE Palmeiras (M) | 11  | 7 | 2 | 2 | 019:800 | +11   | 23     |
| 3.  | CA Bragantino    | 11  | 6 | 3 | 2 | 015:100 | +5    | 21     |
| 4.  | Paraná Clube     | 11  | 5 | 4 | 2 | 013:800 | +5    | 19     |
| 5.  | Botafogo FR      | 11  | 5 | 3 | 3 | 020:160 | +4    | 18     |
| 6.  | Guarani FC       | 11  | 3 | 3 | 5 | 013:180 | −5    | 12     |
| 7.  | Grêmio FBPA      | 11  | 3 | 3 | 5 | 012:180 | −6    | 12     |
| 8.  | EC Juventude (N) | 11  | 2 | 6 | 3 | 006:900 | −3    | 12     |
| 9.  | EC Vitória       | 11  | 2 | 5 | 4 | 010:160 | −6    | 11     |
| 10. | Paysandu SC      | 11  | 2 | 4 | 5 | 014:180 | −4    | 10     |
| 11. | SC Corinthians   | 11  | 2 | 2 | 7 | 013:180 | −5    | 08     |
| 12. | CR Flamengo      | 11  | 2 | 2 | 7 | 009:170 | −8    | 08     |

| (M) | Meister des Vorjahres    |
| (N) | Aufsteiger des Vorjahres |

Gruppe B
Die Tabelle spiegelt die Ergebnisse der Spiele innerhalb der Gruppe B wider.
| Pl. | Verein            | Sp. | S | U | N | Tore    | Diff. | Punkte |
| --- | ----------------- | --- | - | - | - | ------- | ----- | ------ |
| 1.  | Fluminense FC     | 11  | 6 | 3 | 2 | 023:110 | +12   | 21     |
| 2.  | SC Internacional  | 11  | 6 | 3 | 2 | 015:100 | +5    | 21     |
| 3.  | FC Santos         | 11  | 6 | 1 | 4 | 019:180 | +1    | 19     |
| 4.  | FC São Paulo      | 11  | 5 | 4 | 2 | 009:500 | +4    | 19     |
| 5.  | Portuguesa        | 11  | 5 | 3 | 3 | 016:140 | +2    | 18     |
| 6.  | Goiás EC (N)      | 11  | 4 | 4 | 3 | 015:900 | +6    | 16     |
| 7.  | Criciúma EC       | 11  | 4 | 3 | 4 | 010:800 | +2    | 15     |
| 8.  | EC Bahia          | 11  | 4 | 2 | 5 | 013:160 | −3    | 14     |
| 9.  | Sport Recife      | 11  | 3 | 3 | 5 | 009:110 | −2    | 12     |
| 10. | CR Vasco da Gama  | 11  | 3 | 2 | 6 | 014:200 | −6    | 11     |
| 11. | Atlético Mineiro  | 11  | 2 | 5 | 4 | 009:120 | −3    | 11     |
| 12. | União São João EC | 11  | 1 | 1 | 9 | 007:190 | −12   | 04     |

| (N) | Aufsteiger des Vorjahres |

## 2. Runde
Die Tabelle spiegelt die Ergebnisse der Spiele der Mitglieder der Gruppe A gegen die Gruppe B wider.
Gruppe A
| Pl. | Verein           | Sp. | S | U | N | Tore    | Diff. | Punkte |
| --- | ---------------- | --- | - | - | - | ------- | ----- | ------ |
| 1.  | Botafogo FR      | 12  | 8 | 3 | 1 | 022:600 | +16   | 27     |
| 2.  | SC Corinthians   | 12  | 7 | 2 | 3 | 019:150 | +4    | 23     |
| 3.  | EC Juventude (N) | 12  | 6 | 5 | 1 | 019:120 | +7    | 23     |
| 4.  | SE Palmeiras (M) | 12  | 7 | 1 | 4 | 018:110 | +7    | 22     |
| 5.  | Grêmio FBPA      | 12  | 6 | 1 | 5 | 014:140 | ±0    | 19     |
| 6.  | CA Bragantino    | 12  | 5 | 4 | 3 | 020:160 | +4    | 19     |
| 7.  | CR Flamengo      | 12  | 3 | 7 | 2 | 014:150 | −1    | 16     |
| 8.  | Cruzeiro EC      | 12  | 4 | 2 | 6 | 017:150 | +2    | 14     |
| 9.  | Paraná Clube     | 12  | 3 | 5 | 4 | 017:160 | +1    | 14     |
| 10. | Guarani FC       | 12  | 4 | 1 | 7 | 014:190 | −5    | 13     |
| 11. | EC Vitória       | 12  | 3 | 2 | 7 | 014:180 | −4    | 11     |
| 12. | Paysandu SC      | 12  | 1 | 5 | 6 | 011:240 | −13   | 08     |

|-
| (M) || Meister des Vorjahres
|-
| (N) || Aufsteiger des Vorjahres
|}

Gruppe B
Die Tabelle spiegelt die Ergebnisse der Spiele der Mitglieder der Gruppe B gegen die Gruppe A wider.
| Pl. | Verein            | Sp. | S | U | N | Tore    | Diff. | Punkte |
| --- | ----------------- | --- | - | - | - | ------- | ----- | ------ |
| 1.  | FC Santos         | 12  | 8 | 3 | 1 | 025:130 | +12   | 27     |
| 2.  | Atlético Mineiro  | 12  | 8 | 2 | 2 | 023:150 | +8    | 26     |
| 3.  | Goiás EC (N)      | 12  | 6 | 1 | 5 | 017:140 | +3    | 19     |
| 4.  | Portuguesa        | 12  | 4 | 5 | 3 | 012:140 | −2    | 17     |
| 5.  | FC São Paulo      | 12  | 4 | 2 | 6 | 017:180 | −1    | 14     |
| 6.  | SC Internacional  | 12  | 3 | 5 | 4 | 014:120 | +2    | 14     |
| 7.  | CR Vasco da Gama  | 12  | 4 | 1 | 7 | 018:190 | −1    | 13     |
| 8.  | Sport Recife      | 12  | 4 | 1 | 7 | 018:190 | −1    | 13     |
| 9.  | Fluminense FC     | 12  | 2 | 7 | 3 | 009:120 | −3    | 13     |
| 10. | EC Bahia          | 12  | 3 | 3 | 6 | 009:240 | −15   | 12     |
| 11. | Criciúma EC       | 12  | 2 | 6 | 4 | 010:120 | −2    | 12     |
| 12. | União São João EC | 12  | 2 | 6 | 4 | 010:120 | −2    | 12     |

| (N) | Aufsteiger des Vorjahres |

## Halbfinale
|               | Gesamt |             | Hinspiel | Rückspiel |
| ------------- | ------ | ----------- | -------- | --------- |
| Botafogo FR   | 1:1    | Cruzeiro EC | 1:1      | 0:0       |
| Fluminense FC | 3:4    | FC Santos   | 4:1      | 2:5       |

## Finale

### Hinspiel
| Botafogo FR                                    | Botafogo FR | FC Santos | FC Santos |
| ---------------------------------------------- | --- | --- | --------- |
| Botafogo FR                                    | \| 14. Dezember 1995 in Rio de Janeiro (Maracanã) \| \| Ergebnis: 2:1 (2:1) \| \| Zuschauer: 53.668 \| \| Schiedsrichter: Sidrack Marinho dos Santos \|                   | \| 14. Dezember 1995 in Rio de Janeiro (Maracanã) \| \| Ergebnis: 2:1 (2:1) \| \| Zuschauer: 53.668 \| \| Schiedsrichter: Sidrack Marinho dos Santos \|                 | FC Santos |
| Botafogo FR                                    | Wágner, Wilson Goiano, Wilson Gottardo, Gonçalves, André Silva (Iranildo), Leandro Ávila, Jamir, Beto, Sérgio Manoel, Donizete (Moisés), Túlio Cheftrainer: Paulo Autuori | Edinho, Vágner, Marquinhos Capixaba, Narciso, Marcos Paulo, Gallo, Carlinhos, Marcelo Passos, Giovanni, Jamelli (Macedo), Robert (Camanducaia) Cheftrainer: Cabralzinho | FC Santos |
| Botafogo FR                                    | 1:0 Wilson Goiano (18.) 2:1 Túlio (44.) | 1:1 Rodrigo Fabri (38.) | FC Santos |
| Botafogo FR                                    | Wilson Goiano, Jamir | Gallo | FC Santos |
| 14. Dezember 1995 in Rio de Janeiro (Maracanã) | | |           |
| Ergebnis: 2:1 (2:1)                            | | |           |
| Zuschauer: 53.668                              | | |           |
| Schiedsrichter: Sidrack Marinho dos Santos     | | |           |

### Rückspiel
In dem Treffen beging Schiedsrichter Rezende de Freitas drei Fehler, zwei zugunsten von Botafogo und einen zugunsten von Santos. Der Schiedsrichter anerkannte ein irreguläres Tor von Botafogo (Túlio Maravilha stand im Abseits), ein irreguläres Tor von Santos (Außenverteidiger Marquinhos Capixaba führte den Ball mit der Hand) und annullierte ein gültiges Tor von Santos Spieler Camanducaia, indem er ein nicht vorhandenes Abseitsspiel erkannte.
| FC Santos                                            | FC Santos | Botafogo FR | Botafogo FR |
| ---------------------------------------------------- | --- | --- | ----------- |
| FC Santos                                            | \| 17. Dezember 1995 in São Paulo (Estádio do Pacaembu) \| \| Ergebnis: 1:1 (0:1) \| \| Zuschauer: 24.488 \| \| Schiedsrichter: Márcio Rezende de Freitas \|       | \| 17. Dezember 1995 in São Paulo (Estádio do Pacaembu) \| \| Ergebnis: 1:1 (0:1) \| \| Zuschauer: 24.488 \| \| Schiedsrichter: Márcio Rezende de Freitas \|   | Botafogo FR |
| FC Santos                                            | Edinho, Marquinhos Capixaba, Ronaldo, Narciso, Marcos Adriano, Carlinhos, Marcelo Passos, Giovanni, Camanducaia, Jamelli, Robert (Macedo) Cheftrainer: Cabralzinho | Wágner, Wilson Goiano, Wilson Gottardo, Gonçalves, André Silva (Moisés), Leandro Ávila, Jamir, Beto, Sérgio Manoel, Donizete, Túlio Cheftrainer: Paulo Autuori | Botafogo FR |
| FC Santos                                            | 1:1 Marcelo Passos (46.) | 0:1 Túlio (24.) | Botafogo FR |
| FC Santos                                            | Narciso, Jamelli | Wágner, Wilson Goiano, Túlio | Botafogo FR |
| 17. Dezember 1995 in São Paulo (Estádio do Pacaembu) | | |             |
| Ergebnis: 1:1 (0:1)                                  | | |             |
| Zuschauer: 24.488                                    | | |             |
| Schiedsrichter: Márcio Rezende de Freitas            | | |             |

## Abschlusstabelle
Die Tabellen der Vorrunden wurde ergänzt um die erzielten Tore und Anzahl der Spiele aus Halbfinale und Finale. Die Rangliste ergibt sich zunächst aus der erreichten Runde und erst dann nach den gewonnenen Punkten.
| Pl. | Verein            | Sp. | S  | U  | N  | Tore    | Diff. | Punkte |
| --- | ----------------- | --- | -- | -- | -- | ------- | ----- | ------ |
| 1.  | Botafogo FR       | 27  | 14 | 9  | 4  | 046:250 | +21   | 51     |
| 2.  | FC Santos         | 27  | 15 | 5  | 7  | 052:400 | +12   | 50     |
| 3.  | Cruzeiro EC       | 25  | 12 | 5  | 8  | 041:270 | +14   | 41     |
| 4.  | Fluminense FC     | 25  | 9  | 10 | 6  | 025:220 | +3    | 37     |
| 5.  | SE Palmeiras (M)  | 23  | 14 | 3  | 6  | 037:190 | +18   | 45     |
| 6.  | CA Bragantino     | 23  | 11 | 7  | 5  | 035:260 | +9    | 40     |
| 7.  | Atlético Mineiro  | 23  | 10 | 7  | 6  | 032:270 | +5    | 37     |
| 8.  | Goiás EC (N)      | 23  | 10 | 5  | 8  | 032:230 | +9    | 35     |
| 9.  | SC Internacional  | 23  | 9  | 8  | 6  | 029:220 | +7    | 35     |
| 10. | Portuguesa        | 23  | 9  | 8  | 6  | 028:280 | ±0    | 35     |
| 11. | EC Juventude (N)  | 23  | 8  | 11 | 4  | 025:210 | +4    | 35     |
| 12. | FC São Paulo      | 23  | 9  | 6  | 8  | 026:230 | +3    | 33     |
| 13. | Paraná Clube      | 23  | 8  | 9  | 6  | 030:240 | +6    | 33     |
| 14. | SC Corinthians    | 23  | 8  | 9  | 6  | 032:330 | −1    | 33     |
| 15. | Grêmio FBPA       | 23  | 9  | 4  | 10 | 026:320 | −6    | 31     |
| 16. | Criciúma EC       | 23  | 6  | 9  | 8  | 020:200 | ±0    | 27     |
| 17. | EC Bahia          | 23  | 7  | 5  | 11 | 022:400 | −18   | 26     |
| 18. | Guarani FC        | 23  | 7  | 4  | 12 | 027:370 | −10   | 25     |
| 19. | Sport Recife      | 23  | 7  | 4  | 12 | 025:290 | −4    | 25     |
| 20. | CR Vasco da Gama  | 23  | 7  | 3  | 13 | 032:390 | −7    | 24     |
| 21. | CR Flamengo       | 23  | 5  | 9  | 9  | 023:320 | −9    | 24     |
| 22. | EC Vitória        | 23  | 5  | 7  | 11 | 024:340 | −10   | 22     |
| 23. | Paysandu SC       | 23  | 3  | 9  | 11 | 025:420 | −17   | 18     |
| 24. | União São João EC | 23  | 2  | 3  | 18 | 018:470 | −29   | 09     |

| (M) | Meister des Vorjahres           |
| (N) | Aufsteiger aus der Série B 1996 |

## Torschützenliste
| Pl. | Nat.        | Spieler          | Verein        | Tore    |
| --- | ----------- | ---------------- | ------------- | ------- |
| 1   | Brasilianer | Túlio            | Botafogo      | 23 Tore |
| 2   | Brasilianer | Giovanni         | Santos        | 17 Tore |
| 3   | Brasilianer | Marcelo Ramos    | Cruzeiro      | 14 Tore |
| 4   | Brasilianer | Paulinho McLaren | Cruzeiro      | 12 Tore |
| 5   | Brasilianer | Kelly            | Bragantino    | 11 Tore |
| 5   | Brasilianer | Marcelo Rocha    | Sport Recife  | 11 Tore |
| 5   | Brasilianer | Valdir Bigode    | Vasco da Gama | 11 Tore |

Liste der Fußball-Torschützenkönige Série A (Brasilien)